# Altes Schulhaus (Molln)

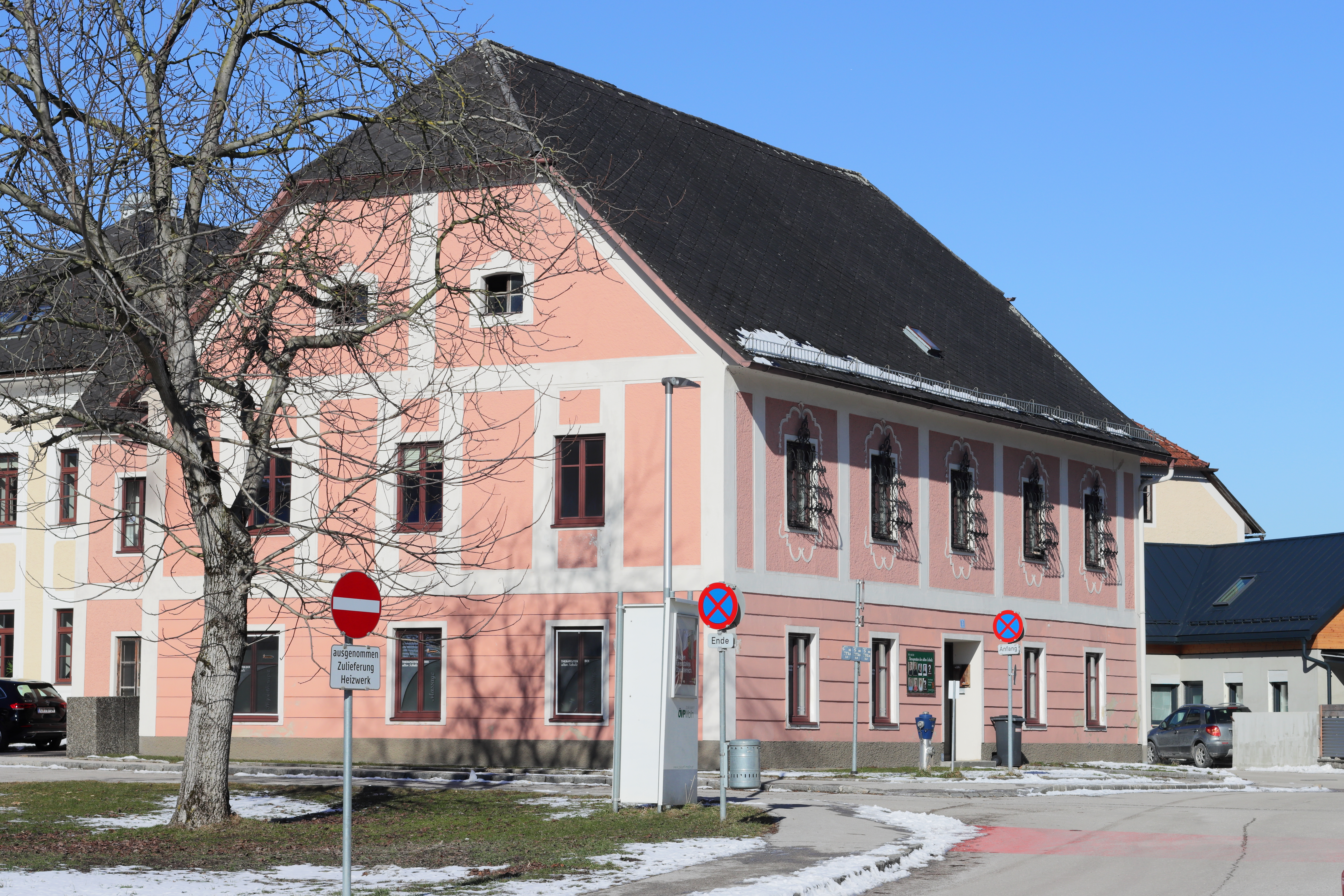
Altes Schulhaus in Molln

Das Alte Schulhaus der Marktgemeinde Molln in Oberösterreich diente vom 18. bis zum 20. Jahrhundert als Schulgebäude. Das Gebäude in der Schulstraße 3 steht unter Denkmalschutz (Listeneintrag).

## Geschichte
Im Jahr 1615 wurde ein Oswald Faber als Schulmeister in Molln genannt. Ein nicht mehr lokalisierbares Schulhaus in Molln wurde 1636 erstmals schriftlich erwähnt, wie eine Rechnung über die Eindeckung des Schulhauses belegt. Joseph Forster, Mesnersohn von Steinbach an der Steyr, ersuchte 1767 um die „gnädige Gewährung des Schul- und Mesnerdienstes zu Molln“, die bewilligt wurden, und legte 1780 ein Attest über seine Ausbildung zum Schulmeister vor. Damals diente das Mesnerhaus auch als Schulgebäude, bis es 1793 an einen privaten Eigentümer verkauft wurde.
Nach der Auflösung von Stift Garsten im Jahr 1787 kam dessen Besitz in den Religionsfonds und wurde vom Abt des Stiftes Kremsmünster verwaltet. 1790 wurde an einen Neubau gedacht, schließlich wurde aber das 50 Meter westlich der Pfarrkirche Molln gelegene Haus in der Schulstraße 3 (damals Molln Nr. 171) als Schulgebäude eingerichtet.
Heute wird das Gebäude als Wohnhaus genutzt.

## Beschreibung
Das zweigeschoßige, fünfachsige Gebäude erhielt sein Aussehen Ende des 18. Jahrhunderts. Die Geschoße sind durch horizontale Bänder voneinander getrennt. Lisenen teilen die Fenster im Obergeschoß, die mit schmiedeeisernen Fensterkörben versehen sind.